# Sergiu Radu
Sergiu Marian Radu (* 10. August 1977 in Râmnicu Vâlcea, Kreis Vâlcea) ist ein ehemaliger rumänischer Fußballspieler.

## Vereinskarriere
Der 1,82 m große und 68 kg schwere Stürmer begann seine Karriere bei Petrolul Drăgășani. Von dort wechselte er zum FC Vâlcea und spielte in der Saison 1995/96 bei Viitorul Oradea. 1996 wurde Radu von Jiul Petroșani verpflichtet. Er gab sein Debüt in der Divizia A am 25. August 1996 bei dem Heimsieg gegen Dinamo Bukarest. Nachdem er sich bei Jiul nicht durchsetzen konnte, wechselte er im Herbst 1997 in die Divizia B zu Olimpia Satu Mare. Mit zwölf erzielten Toren hatte Radu wesentlichen Anteil an dem Aufstieg Olimpias am Ende der Saison. Er spielte von 1998 bis Dezember 2000 bei Rapid Bukarest, mit dem er im ersten Jahr rumänischer Meister wurde, und danach für den Stadtrivalen FC Național Bukarest. Im Juli 2003 wechselte er zu UC Le Mans, mit dem er am Ende der Saison 2003/04 in die Ligue 2 abstieg. Im Dezember 2004 kehrte Radu zu FC Național Bukarest zurück und schoss in der Rückrunde der Saison 2004/05 sieben Tore in 15 Spielen. Im Sommer 2005 ging er auf Empfehlung des ehemaligen Cottbuser Spielers und damaligen Spielerberaters Vasile Miriuță zu Energie Cottbus. Dort wurde er zum Stammspieler und erzielte in der Saison 2005/06 in der 2. Bundesliga zwölf Tore. Nach dem Aufstieg von Cottbus gehörte Sergiu Radu in der Saison 2006/07 auch zum Kader in der Bundesliga. Er wurde in jedem Spiel eingesetzt und erzielte dabei 14 Tore.
Am  25. Mai 2007 unterschrieb er gemeinsam mit seinem Cottbuser Vereinskameraden Vlad Munteanu einen Vertrag beim VfL Wolfsburg ab der Saison 2007/08 für drei Jahre. Ab Januar 2008 wurde er für ein halbes Jahr an den VfB Stuttgart ausgeliehen. Der VfB verzichtete darauf, eine Kaufoption ziehen, um Radu langfristig an sich zu binden. In der Sommerpause 2008 wurde Radu an den 1. FC Köln verliehen. Am 17. Juli 2009 wechselte Radu zurück zu Energie Cottbus, konnte dort aber nicht an seine erfolgreiche Zeit aus den Jahren 2005 bis 2007 anknüpfen. In der Winterpause 2010/11 wechselte er zu Alemannia Aachen. Nach dem Abstieg der Alemannia 2012 verließ Radu den Verein und beendete seine Karriere.

## Nationalmannschaft
Sergiu Radu bestritt ein Spiel für die rumänische Fußballnationalmannschaft. Er wurde am 8. September 2007 gegen Belarus eingesetzt.

## Erfolge
- Rumänischer Meister in der Saison 1998/99 mit Rapid Bukarest
- Rumänischer Supercup-Sieger: 1999 mit Rapid Bukarest
- Aufstieg in die Divizia A in der Saison 1997/98 mit Olimpia Satu Mare
- Aufstieg in die Bundesliga in der Saison 2005/2006 mit FC Energie Cottbus

## Privates
Radu lebt mit seiner Familie in Málaga. Sein Sohn Albert unterschrieb 2024 beim FC Málaga seinen ersten Vertrag als Profifußballer.